# Метод регуляризации Тихонова

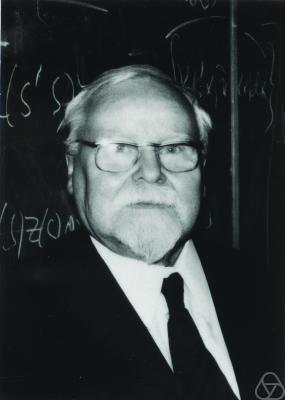
Андрей Николаевич Тихонов.

Метод регуляризации Тихонова — алгоритм, позволяющий находить приближённое решение некорректно поставленных операторных задач вида {\displaystyle Ax=u}. Был разработан А. Н. Тихоновым в 1965 году. Основная идея заключается в нахождении приближённого решения уравнения {\displaystyle Ax=u} в виде {\displaystyle x_{\delta }=R(u_{\delta },\alpha )}, где {\displaystyle R(u_{\delta },\alpha )} — регуляризирующий оператор. Он должен гарантировать, что при приближении {\displaystyle u_{\delta }} к точному значению {\displaystyle u_{T}} при {\displaystyle \delta \to 0} приближённое решение {\displaystyle x_{\delta }} стремилось бы к желаемому точному решению {\displaystyle x_{T}} уравнения {\displaystyle Ax_{T}=u_{T}}.

## Регуляризирующий оператор
Оператор {\displaystyle R(u,\alpha )}, зависящий от параметра {\displaystyle \alpha }, называется регуляризующим для уравнения {\displaystyle Ax=u}, если он обладает свойствами:
- Определён для всякого {\displaystyle \alpha >0} и любого {\displaystyle u\in U}.
- Если выполняется {\displaystyle Ax_{T}=u_{T}}, то существует такое {\displaystyle \alpha (\delta )}, что для любого {\displaystyle \varepsilon >0} найдётся такое {\displaystyle \delta (\varepsilon )}, что если {\displaystyle \rho _{U}(u_{T},u_{\delta })\leqslant \delta (\varepsilon )}, то {\displaystyle \rho _{F}(x_{T},x_{\alpha })\leqslant \varepsilon }, где {\displaystyle x_{\alpha }=R(u_{\delta },\alpha )}, {\displaystyle \alpha =\alpha (\delta )}, {\displaystyle \rho _{U}} — метрика в пространстве {\displaystyle U} (то есть {\displaystyle \rho _{U}(u_{T},u_{\delta })} — расстояние между векторами {\displaystyle u_{T}} и {\displaystyle u_{\delta }}), а {\displaystyle \rho _{F}} — метрика в пространстве {\displaystyle X}.

## Способ построения регуляризирующих операторов
Для широкого класса уравнений {\displaystyle Ax=u} А. Н. Тихонов показал, что решение задачи {\displaystyle x_{\alpha }} минимизации функционала {\displaystyle M^{\alpha }\left[u_{\delta },x\right]=\rho _{U}^{2}(Ax,u_{\delta })^{2}+\alpha \Omega \left[x\right]} можно рассматривать как результат применения регуляризирующего оператора, зависящего от параметра {\displaystyle \alpha }
{\displaystyle x_{\alpha }=R_{1}(u_{\delta },\alpha )}. Функционал {\displaystyle \Omega \left[x\right]} называется стабилизатором задачи {\displaystyle Ax=u}.

## Пример применения
Найдём нормальное (наиболее близкое к началу координат) решение {\displaystyle X} системы линейных уравнений {\displaystyle AX=B} с точностью, соответствующей точности задания элементов матрицы {\displaystyle A} и столбца {\displaystyle B} в случае, когда значения элементов матрицы {\displaystyle A} и столбца свободных членов {\displaystyle B} заданы лишь приближённо.

### Постановка задачи
Рассмотрим систему линейных уравнений в матричной форме: {\displaystyle AX=B}. Назовем сферическими нормами величины {\displaystyle \|B\|={\sqrt {\sum _{i=1}^{m}b_{i}^{2}}},\|X\|={\sqrt {\sum _{j=1}^{n}x_{j}^{2}}},\|A\|={\sqrt {\sum _{i=1}^{m}\sum _{j=1}^{n}a_{ij}^{2}}}}. Обозначим как {\displaystyle {\tilde {A}},{\tilde {B}}} известные приближённые значения элементов
матрицы {\displaystyle A} и столбца {\displaystyle B}. Матрицу {\displaystyle {\tilde {A}}} и столбец {\displaystyle {\tilde {B}}} будем называть {\displaystyle \delta }-приближением матрицы {\displaystyle A} и столбца {\displaystyle B}, если выполняются неравенства {\displaystyle \|A-{\tilde {A}}\|<\delta ,\|B-{\tilde {B}}\|<\delta }. Введём в рассмотрение функционал {\displaystyle F(X,{\tilde {A}},{\tilde {B}})=\|{\tilde {A}}X-{\tilde {B}}\|^{2}+\alpha \|X\|^{2}}. Теорема Тихонова сводит вопрос о приближённом нахождении нормального решения системы уравнений {\displaystyle AX=B} к отысканию того элемента {\displaystyle X^{\alpha }}, на котором достигает минимальное значение этот функционал.

### Теорема Тихонова
Пусть матрица {\displaystyle A} и столбец {\displaystyle B} удовлетворяют условиям, обеспечивающим совместность системы {\displaystyle AX=B}, {\displaystyle X^{0}} — нормальное решение этой системы, {\displaystyle {\tilde {A}}} — {\displaystyle \delta }-приближение
матрицы {\displaystyle A}, {\displaystyle {\tilde {B}}} — {\displaystyle \delta }-приближение столбца {\displaystyle B}, {\displaystyle \varepsilon \left(\delta \right)} и {\displaystyle \alpha \left(\delta \right)} — какие-либо убывающие функции {\displaystyle \delta }, стремящиеся к нулю при {\displaystyle \delta \rightarrow +0} и такие, что {\displaystyle \delta ^{2}\leqslant \varepsilon \left(\delta \right)\alpha \left(\delta \right)}. Тогда для любого {\displaystyle \varepsilon >0} найдётся положительное число {\displaystyle \delta _{0}} такое, что при любом {\displaystyle \delta <\delta _{0}} и при любом {\displaystyle \alpha },
удовлетворяющем условию {\displaystyle {\frac {1}{\varepsilon \left(\delta \right)}}\delta ^{2}\leqslant \alpha \leqslant \alpha \left(\delta \right)}, элемент {\displaystyle X^{\alpha }}, доставляющий минимум функционалу {\displaystyle F\left(X,{\tilde {A}},{\tilde {B}}\right)={\|{\tilde {A}}X-{\tilde {B}}\|}^{2}+\alpha {\|X\|}^{2}}, удовлетворяет неравенству {\displaystyle \|X^{\alpha }-X^{0}\|\leqslant \varepsilon }.